# Thalita de Oliveira Casadei
Thalita de Oliveira Casadei (Campos dos Goytacazes , 12 de novembro de 1921 — Niterói, 19 de setembro de 2014) foi uma escritora, geógrafa, professora e historiadora brasileira, sócia emérita do Instituto Histórico e Geográfico Brasileiro (IHGB) e do Instituto Histórico e Geográfico do Rio de Janeiro (IHGRJ). Casadei especializou-se em história regional do estado do Rio de Janeiro.

## Biografia
Thalita de Oliveira Casadei era filha do juiz de direito e desembargador Aderbal de Oliveira e da professora Osíris Rangel de Oliveira. Bisneta de um alemão, senhor de escravos, na cidade de Campos dos Goytacazes; sobre esta temática da escravidão escreveria o livro Os Escravos na Terra Fluminense (2000).
Devido a profissão de seu pai, Thalita viveu em várias cidades do estado do Rio de Janeiro durante seus primeiros anos de vida; nascida em Campos dos Goytacazes, com dois anos e meio foi morar na cidade de Cambuci, onde seu pai advogou. Aos três anos passa a residir em Parati, onde seu pai instalou a comarca, permanecendo até aos seis anos. Moraria ainda em Angra dos Reis, Rio Claro e Barra Mansa. Aos sete anos, fixa residência em Niterói, cidade que era a então a capital estadual do Rio de Janeiro. Em Niterói, Thalita  residiria até o seu falecimento.
Estudou as primeiras letras com professoras particulares e sua própria mãe, Osíris, que era formada na Escola Normal de Campos (apesar de formada, Osíris jamais exerceu o magistério, a não ser alfabetizando a própria filha). Em 1932 ingressa no Liceu Nilo Peçanha, de Niterói; onde se forma em 1938. Já em 1942 conclui o curso de Geografia e História pela então Universidade do Brasil, atual Universidade Federal do Rio de Janeiro; nesta época estudou com diversos professores, inclusive Josué de Castro que fora precursor de trabalhos como Geografia da Fome.
Depois de formada exerceu suas atividades docentes e culturais como servidora pública na cidade do Rio de Janeiro, primeiro quando era a então Prefeitura do Distrito Federal, e depois, quando a capital federal foi transferida para Brasília, no Estado da Guanabara que sucedeu ao lugar do antigo Distrito Federal.
Retornaria ao Liceu Nilo Peçanha, de Niterói, agora como professora substituta de História; sendo posteriormente efetivada, aí permaneceu até a sua aposentadoria. Quando da criação da Universidade Federal Fluminense (UFF), foi professora de História desta instituição.
Depois de aposentada, começou a pesquisar e escrever sobre a História Fluminense. Na Biblioteca Pública Estadual de Niterói criou a "Sala Matoso Maia", reservada a biblioteca e documentos sobre a História da Província do Rio de Janeiro.
Também pesquisou e escreveu trabalhos sobre a cidade de Campanha, em Minas Gerais, juntamente com seu marido, Antônio Casadei, nascido naquela cidade mineira. Passou a frequentar para pesquisas o Arquivo Nacional, o Arquivo Público do Estado do Rio de Janeiro, Biblioteca Estadual de Niterói, o Arquivo da Câmara Municipal de Niterói, o Arquivo Municipal de Petrópolis, o Arquivo do Grão
Pará, ambos com documentação do príncipe Dom Pedro de Orleans e Bragança; além dos arquivos das faculdades da Universidade Federal Fluminense e o Arquivo da Imperial Irmandade de São Vicente de Paulo de Niterói (detentora de farta documentação sobre a Irmandade, Niterói, Província Fluminense e Estado do Rio de Janeiro, desde 1854-data da sua fundação).
Em 1972, quando da construção da Rodovia Rio-Santos, trecho litorâneo da BR-101, sugeriu que a estrada fosse denominada como "Rodovia dos Goianases" como forma de homenagear os índios guaianás, também conhecidos como guaianases, que primitivamente ocupavam a região.
Thalita de Oliveira Casadei também idealizou e fundou o Instituto Histórico e Geográfico de Niterói em 31 de agosto de 1973, sendo a sua primeira presidente (1973-1975).   Em 15 de dezembro de 1976, empossada historiador Pedro Calmon, torna-se membro do Instituto Histórico e Geográfico Brasileiro (IHGB), onde posteriormente ascendeu à categoria de emérita. Além do Instituto Histórico de Petrópolis e do Instituto Histórico e Geográfico de Minas Gerais, Casadei também integrou os Institutos Históricos de: Niterói, Parati, Campos dos Goytacazes e Campanha. Fez parte da também da Academia Fluminense de Letras e da Academia de Letras Sul-Mineira.
Casou-se no no Palácio Episcopal da cidade de Campanha, em 20 de maio de 1967, com o advogado mineiro Antônio Casadei em 1967, e ficou viúva em 1997, não teve filhos. Em 1994, o casal Thalita de Oliveira Casadei e Antônio Casadei fez questão de doar à Biblioteca Municipal Cônego Vitor, da cidade de Campanha, sua seleta biblioteca.
Foi sepultada no Cemitério da Confraria de Nossa Senhora da Conceição no Maruí (Cemitério do Maruí), no bairro do Barreto, na cidade de Niterói.
Após o falecimento de Thalita Casadei, a sua cadeira n°3 no Instituto Histórico e Geográfico de Niterói passou a ser ocupada, desde 2015, pelo desembargador Nagib Slaibi Filho.

## Trabalhos
Sobre suas pesquisas na cidade mineira de Campanha, fruto de anos de pesquisa no Centro de Estudos Campanhense Monsenhor Lefort e no Arquivo da Diocese, publicou “Aspectos Históricos da Cidade da Campanha” (1989), com a participação de seu marido Antônio Casadei.
Sobre a História estado do Rio de Janeiro seguiram-se vários livros como: Páginas de História Fluminense (1971), “Estudos de História Fluminense” (1975), D. Pedro II e a planície goitacá (1985), A Imperial Cidade de Niterói (1988), Aspectos Históricos de Petrópolis (1989), Petrópolis: Relatos Históricos (1991), Niterói: A Terra e o Homem (1997), Um Sonho de Trinta Anos (1997), Paraty, uma vida, uma saudade (1998) e Os Escravos na Terra Fluminense (2000).
Além de inúmeros artigos na revista Mensário do Arquivo Nacional; e em jornais nos quais colaborou em Niterói, Petrópolis, Campanha e Rio de Janeiro.

## Homenagens
Ainda em vida foi agraciada com as medalhas "Vital Brasil", do município de Campanha; "Martim Afonso de Sousa", do Instituto Histórico e Geográfico de Guarujá-Bertioga, e outros títulos, como o de "Cidadã Honorária de Niterói" (indicação do então vereador Adyr Motta Filho) e " Cidadã Campanhense".
Também foi homenageada ao ter seu nome escolhido como Patrona da Biblioteca da Escola Municipal Dom Othon Motta, na cidade de Campanha.
Em 12 de junho de 2015 o desembargador Nagib Slaibi passou a ocupar a cadeira do Instituto Histórico e Geográfico de Niterói que havia sido ocupada pela professora Thalita de Oliveira Casadei, sua sócia-fundadora.